# Grad der Bewährung
Der Grad der Bewährung ist im kritischen Rationalismus ein Maß für die Strenge der Prüfungen, denen eine Theorie unterzogen wurde. Der Grad der Bewährung kann nur anwachsen, wenn eine Prüfung mit einem Experiment durchgeführt wird, dessen Ausgang die Theorie falsifizieren könnte. Nach Karl Popper ist der Bewährungsgrad jedoch keine logische Wahrscheinlichkeit, da seine Eigenschaften nicht mit den Axiomen des Wahrscheinlichkeitskalküls übereinstimmen. Somit besteht keine Möglichkeit, aus dem Bewährungsgrad einer Theorie eine Aussage über ihre Wahrheit herzuleiten. Bewährung muss nach David Miller als erkenntnistheoretisch völlig irrelevant angesehen werden.